# Іня (Охотський район)
Іня́ (рос. Иня) — село у складі Охотського району Хабаровського краю, Росія. Входить до складу Інського сільського поселення.

## Населення
Населення — 370 осіб (2010; 618 у 2002).
Національний склад (станом на 2002 рік):
- росіяни — 82 %